# Hasdrubal Barkas
Hasdrubal Barkas eller bara Hasdrubal, död 207 f.Kr., var Hannibals och Mago Barkas bror. 
När Hannibal drog iväg för att erövra Rom lämnade han kvar Hasdrubal i Spanien där han 218 f.Kr. övertog kommandot. Kallad till Afrika för att undertrycka ett uppror av den numidiske kungen Syfax 214 f.Kr., löste Hasdrubal segerrikt sin uppgift. Därefter återvände han till Spanien där han 211 f.Kr. besegrade bröderna Publius och Gnæus Scipio. År 208 f.Kr. efter att förlorat slaget vid Ilipa mot Publius Sciopios son Publius Cornelius Scipio tågade även han över Alperna, precis som hans bror gjort tio år tidigare. Armén han medförde var ämnad som förstärkningar till Hannibals här. Han överraskades dock vid Metaurus och besegrades. Hasdrubal halshöggs av romarna, som lät kasta in huvudet i Hannibals tältläger i södra Italien där han hade sin bas.